# Hermann Heiß
Hermann Heiß (* 29. Dezember 1897 in Darmstadt; † 6. Dezember 1966 ebenda) war ein deutscher Komponist mit dem Schaffens-Schwerpunkt Zwölftonmusik und Elektronische Musik. Sein Pseudonym war „Georg Frauenfelder“.

## Leben
Nach der Rückkehr aus amerikanischer Gefangenschaft, wo er erstmals mit Jazz konfrontiert wurde, im Jahr 1919 studierte er von 1921 bis 1924 Komposition bei Bernhard Sekles und Klavier bei Hans Renner in Frankfurt/Main, im Jahr darauf Zwölftontechnik bei Josef Matthias Hauer in Wien. In diese Zeit fällt auch die Komposition E-Fis-D für Klavier, für Heiß ein bestimmendes und grundlegendes Werk. Danach (1926 und 1927) folgte noch ein Studium bei Hoehn in Frankfurt am Main. Von 1928 bis 1933 war er Hauptmusiklehrer an der Hermann Lietz-Schule Spiekeroog. Im Jahr 1932 schloss sich ein Studium bei Arnold Schönberg in Berlin an.
In den Kriegsjahren wirkte er als Theorielehrer an der Heeresmusikschule in Frankfurt/Main, während dieser Zeit entstanden Kompositionen für Militärorchester (z. B. „Festliches Konzert“).
1939 heiratete er die Tänzerin Maria Muggenthaler, Schülerin von Mary Wigman. Dieser Ehe entstammten zwei Söhne: Johann Wendelin (1940) und Nikolaus Heiss (1943).
1944 wurden 90 Prozent seiner Werke bei einem Luftangriff der Alliierten auf Darmstadt zerstört. Ab 1946 war er Dozent bei den Kranichsteiner Ferienkursen für Neue Musik in Darmstadt (Lehrer für Tonsatz und Komposition).
Nach der Verleihung des Büchnerpreises im Jahr 1948 wirkte Heiß ab 1953 als Leiter einer Meisterklasse für Komposition an der Städtischen Akademie für Tonkunst in Darmstadt; Vorträge, Kurse und Kompositionsabende an allen westdeutschen Sendern, Universitäten und Konservatorien folgten. Der Errichtung eines Studios für Elektronische Komposition im Jahr 1955 folgte die Entwicklung des Heiß-Vollmer-Tonbandgeräts zur rationelleren Bearbeitung des Bandes.
1950 entstand seine Schrift „Die athematische Tonbewegung“ über die Ausschöpfung aller tönenden Möglichkeiten.
1957 wurde ihm die Goethe-Plakette des Landes Hessen verliehen, 1958 die Johann-Heinrich-Merck-Ehrung. Am 21. Mai 1960 fand im Stadttheater Aschaffenburg die „Welturaufführung“ einer von Heiß komponierten elektronischen Musik statt, während der Wiener Künstler Markus Prachensky eine halbe Stunde lang 350 Liter rote Farbe auf einer fast senkrecht stehenden riesigen Leinwand herablaufen ließ. Die Aktion stieß auf ein unterschiedliches Echo.
1964 kam seine „Missa – Elektronische Messe für Alt, Tenor, gem. Chor u. elektronische Klänge“ in Klosterneuburg bei Wien zur Uraufführung; diese wurde später auch in Mailand und Söcking bei Starnberg aufgeführt. Hier wurden den Sängerinnen und Sängern keine Noten, sondern Diagramme (Tonhöhe / Tondauer auf der Zeitskala) vorgelegt, die ihnen für die Intonation größere Freiheiten ließen.
Der Nachlass von Hermann Heiß wird in der Universitäts- und Landesbibliothek Darmstadt verwahrt.

## Zitat
Zur „peritonalen“ (alle tönenden Möglichkeiten umfassenden) Tonbewegungslehre aus Elemente der musikalischen Komposition, 1949:
„Instrumentaler und vokaler Satz sind klar geschieden; nach der Epoche der instrumental bedingten, dogmatischen Zwölftonmusik öffnen sich in der Möglichkeit einer sinnvollen Handhabung der Veränderungsgrade und Bewegungskapazität von Ton, Klang (Farbe), Rhythmus, Zeitsatz, Stärke und Höhe neue Aspekte für eine freie Kompositionsweise, die ihre Bindung in der Hörbarkeit findet und ihre Form aus der Bewegung gewinnt, in ihrem Ursprung unthematisch ist, jedoch ein Kontinuum bilden kann für die Ausgliederung von Thematik. Das Weiterschreiten zu elektronischer Kompositionsweise ergab sich zwangsläufig.“
(veröffentlicht in: Meyers Handbuch über die Musik, 4. Auflage 1971, S. 701)

## Werke (Auswahl)
- „Requiem“ für Sopran, Alt, Streichquartett
- Kammer- und Klavierlieder: u. a. nach Texten von Gottfried Benn, Franz Kafka, Erich Kästner, Christian Morgenstern und nach eigenen Texten
- Klavierwerke: Chaconne 1); Capricci ritmici 1); Modi I 1) und II; Sonaten und Klangspiele für Flügel mit Hilfsinstrumenten
- Chormusik: Angelus-Silesius-Zyklus; „Eine kleine Weile“, 29 Kinderlieder (ca. 1943, gewidmet seinem Sohn Johann Wendelin) in einem Liederbuch, 9 davon von einem Kinderchor gesungen und auf Tonband aufgenommen (1955, W. Müller, Heidelberg), 2013 auf CD überspielt (von Sohn Johann Wendelin)
- Kantate …und sie verbreiten Unruhe (Partisanen des Weltalls) 1951 zum Gedenken an Arnold Schönberg
- Ballettmusik, u. a. mit Alice Kaluza, Tatjana Gsovsky und Bühnentanzspiele, z. B. „Der Manager“
- Sinfonien und Orchestermusik: „Sinfonia giocosa“; „Sinfonia atematica“; „Configurationen I und II nach Bildtiteln von Paul Klee“, Konzert für Geige und Streichorchester
- Funkballade: „Die glorreiche Unterlassung des Fliegerhauptmanns K.“; Hörspielmusik: Musique concrète, Phonomontagen elektronisch
- Elektronische Musik: „Elektronische Komposition I 2), II, III. IV; Missa – Elektronische Messe für Klosterneuburg“ für Alt, Tenor, Sprecher, Chor und elektronisches Tonband
- Pausenzeichen des Hessischen Rundfunks 1955 (eingesetzt bis 1988)

- Auf Schallplatte

1. in der Reihe „Deutsche Musik der Gegenwart“, herausgegeben vom VDMK mit Unterstützung der Deutschen Grammophon Gesellschaft mbH, Serien-Nr. 2 666 538, Platte 2 Seite 2: Capricci ritmici, Chaconne, Modi I mit Else Stock (nach Heirat Else Stock-Hug) am Klavier
2. in der Reihe „Zeitgenössische Musik in der Bundesrepublik Deutschland“, 3/1950–1960, herausgegeben vom Deutschen Musikrat auf Emi Electrola, Serien-Nr. DMR 1007-9.